# Санный Мыс (поселение)
Са́нный Мыс — древнее поселение эпохи позднего палеолита, расположенное в Хоринском районе Республики Бурятия недалеко от села Санномыск, в среднем течении реки Уда. Поселение — один из наиболее известных опорных памятников археологии и памятник природы в Забайкалье. Имеет несколько культурных слоёв, самый древний из которых датируется в пределах 20—25 тыс. лет назад. Возраст палеолитического жилища, обнаруженного в одном из культурных слоёв, — 18—20 тыс. лет. Поселение вместе с одноимённым могильником образует комплекс памятников Санный Мыс. Рядом с поселением обнаружены петроглифы.
Памятник открыт археологом А. П. Окладниковым в 1958 году, во время разведочных археологических исследований. Первые крупные раскопки в 1968 году провёл Забайкальский отряд Археологической экспедиции Института истории, филологии и философии СО АН СССР. Первоначально исследователи выделили в поселении семь культурных горизонтов, позднее археолог Л. В. Лбова предложила корректировку к этой схеме, с разбивкой на десять слоёв. Нижние культурные слои поселения относятся к толбагинской культуре, 3—5 слои к санномысской.
В шестом культурном горизонте обнаружено древнее жилище — это первая находка подобных сооружений в исследованных районах Забайкалья. Фундамент жилища сложен из 116 глыб гранита, самые большие из которых имеют длину более 0,5 м. Крупные камни были поставлены на ребро и плотно подогнаны друг к другу, а средние и мелкие подбирались по размеру и заклинивали крупные. Толщина кладки составила 1—1,3 м, высота — 0,7—0,85 м. Кладка была плотной и сплошной, только в её юго-западной части находился разрыв до 0,4 м, вероятно, служивший входом в помещение. В юго-восточной части кладки глыбы лежали в три ряда и по размеру были меньше чем камни из её других частей. Основание жилища имело размеры 820 × 530 × 330 см, высота фундамента над полом достигала 40—60 см. Жилище располагалось на высоте 5 м от современного уровня реки Уды и имело площадь основания около 23 м², а жилого внутреннего пространства — 18 м2. По удлинённой форме основания исследователи предположили, что над ним устанавливалась коньковая жердь, то есть жилище имело шалашевидный тип конструкции.
Поселение является объектом культурного наследия России федерального значения. Это единственный частично музеефицированный объект своего рода на территории Сибири.

## Географическое положение
Памятник расположен в районе села Санномыск, в 15 км на восток от села Удинск. Если идти по среднему течению реки Уда, то он будет в 35 км ниже села Хоринск, на правом берегу, на высоком мысу, в средне-удинской впадине у юго-восточного подножия горной гряды. Местное название горы — Тапхар Хоринский, что в переводе означает «возвышенное место» (бур. Тобхор), но она может именоваться и как Санномысcкий Тапхар или просто гора Санный Мыс. Горная гряда отделена от пойменной террасы реки узкой площадкой, которая обрывается 9—10-метровым уступом. Абсолютная высота мыса над уровнем реки — 17 м. Площадь памятника — 19,74 га.
Бытует легенда, что мыс получил своё название Санный или Сонный по историческому событию, произошедшему в 1891 году, когда цесаревич Николай, который путешествовал по Сибири, заночевал на этом мысе. Охраняли его казаки Сибирского войска — и за то, что сон его никто не потревожил, мыс и был назван Сонным (Санным). По этой же легенде деревня, расположенная рядом с этим мысом, была переименована в Санномыск. До этого, она, якобы, носила название Горячкино. Однако, по исследованиям материалов Государственного архива Республики Бурятия города Улан-Удэ, ни в одном документе, начиная со второй половины XVI века, не упоминается такое название села. С другой стороны, деревня с названием Санномыск упоминается в 1864 году по Клировой ведомости Кульской Спасской церкви. Таким образом, можно предположить, что, скорее всего, мыс получил своё название от деревни, возле которой он располагался.

## История исследований

### Открытие поселения
В 1958 году отряд археологической экспедиции Бурят-Монгольского научно-исследовательского института культуры в составе археологов А. П. Окладникова (руководитель отряда), Н. Н. Забелиной, В. Е. Ларичева и М. И. Рижского осуществлял разведочные археологические исследования в долине реки Уда по маршруту от Читы до Улан-Удэ. К тому времени долина уже не раз посещалась археологами, например в 1920-х годах в Хоринском аймаке работали экспедиции антрополога Г. Ф. Дебеца, археолога-востоковеда Э. Р. Рыгдылона, отряды Бурят-Монгольской археологической экспедиции Института истории материальной культуры АН СССР и Бурят-Монгольского научно-исследовательского института культуры. Поэтому было известно, что в долине реки Уда часто встречаются плиточные могилы, есть неолитические поселения, имеются наскальные рисунки. Но каких-либо систематических археологических исследований в этом районе не проводилось, что давало надежду обнаружить ещё много находок. Работы 1958 года подтвердили эти ожидания.
На правом берегу реки Уда, напротив села Санномыск, на горе Тапхар археологический отряд обнаружил древнее поселение. При первой зачистке выяснилось, что это поселение содержит разные по времени слои, то есть является многослойным. Первоначально, при помощи пробной траншеи, заложенной в 50 — 60 м западнее оконечности мыса, удалось выявить четыре культурных горизонта: три нижних датировались эпохой палеолита, а верхний — концом неолита — началом бронзового века. Первое описание стратиграфии поселения выполнил Н. А. Флоренсов. Первые находки, связанные с поселением, были встречены уже у самой скалы — неолитические по облику отщепы из халцедона, трубчатые кости животных, оформленный плоской ретушью клинок ножа — все они отнесены к неолитическому времени. Работы 1958 года на реке Уда открыли второе после Ошурково поселение в Забайкалье. Но в отличие от Ошурково, нижний слой Санного Мыса более древний.
Кроме самого поселения археологический отряд обнаружил у основания скалистого мыса плиточные и фигурные могилы, часть которых была уже разрушена и обвалилась в реку. В одной из могил найден костяк без черепа, вещей не было, но среди камней лежали обломки глиняного сосуда. Погребения располагались отдельными группами, по обе стороны сопки Тапхар. Позднее было установлено, что в могильник Санный Мыс входят могильные комплексы эпохи бронзы (культуры плиточных, фигурных могил и курганов-керексуров) и эпохи средневековья (могилы-курганы кочевников от хунну до ранних монголов), здесь же находятся самые восточные из известных керексур.

### Первые раскопки
В 1968 году раскопки проводил Забайкальский отряд Археологической экспедиции Института истории, филологии и философии СО АН СССР. В работах участвовали: А. П. Окладников — руководитель экспедиции, А. П. Деревянко, Н. А. Флоренсов, Д.-Д. Б. Базаров, М. А. Ербаева, И. И. Кириллов — руководитель работ в отсутствие А. П. Окладникова.
Общая площадь раскопок составила 398 м2, отложения были вскрыты на глубину 8 м. В начале работ площадь была очищена от оползших вниз по склону крупных глыб гранита. Выяснилось, что часть верхнего культурного слоя разрушена вследствие осыпания камней, часть — проходящей здесь дорогой. После очистки вглубь террасы были проложены две контрольные траншеи, которые позволили выяснить её стратиграфию. Затем были заложены раскопы:
- Первый раскоп, с ориентацией углами по сторонам света и площадью 77 м2, примыкал к первой траншее. В процессе работ он был продлён в сторону запада и увеличен к северу, после чего его площадь достигла 210 м2[24].
- Второй раскоп примыкал ко второй траншее[24].
- Третий раскоп, площадью 90 м2, был отделен бровкой от второго и служил его продолжением. Располагался между первыми двумя раскопами и имел трапециевидную форму из-за развёрнутого склона террасы[24].

Фиксация культурных слоёв производилась по уровням найденных остатков очагов и их высоте над уровнем реки. За абсолютную высоту было взято подножие мыса — 10 м 42 см над уровнем реки. Слои расчищались зачистками в 15—20 см. Раскопки позволили выделить семь культурных горизонтов.
Через месяц от начала раскопок было обнаружено примыкающее к скале жилище, представленное остатками основания в виде овала из камней. Полевой отчёт А. П. Окладникова по результатам раскопок и его статья на основе этого отчёта в весьма упрощённом виде давали описание жилища и обнаруженных в слое находок. В частности на плане раскопа схематично запечатлены очаги и находки, выявленные внутри жилища, но не были отражены внешняя обкладка (окружавшие жилище камни), хозяйственная яма и крупные фаунистические остатки.
После окончания работ на поселение была произведена нивелировка, что дало возможность сопоставить высоты культурных горизонтов по отношению к уровню реки. Затем жилище было музеефицировано на месте: камни в обкладе закреплены цементным раствором, укреплён примыкающий к жилищу скальный обвал. У древнего жилища А. П. Окладников устроил этнографический праздник, участие в котором принимали жители близлежащих сёл.
Учитывая уникальность жилища, А. П. Окладников предпринял меры по сохранению памятника, для этого он написал письмо в Министерство культуры Бурятской АССР, в котором поднял вопрос музеефикации жилища и создания археологического заповедника на сопке Тапхар:
…Что касается многослойного поселения, то это древнейшее в Забайкалье жилище древнекаменного века. Сохранность остатков его такова, что они могут быть экспонированы для всеобщего обозрения. Это единственная стоянка человека каменного века на территории от Костенок на Дону и Мезина на Украине, которую можно наблюдать в реальном виде. После относительно небольших ремонтно-реставрационных работ здесь будет эффектный культурно-исторический ансамбль…А. П. Окладников
Совет Министров Бурятии поддержал эту идею, объявив территорию, на которой находится памятник заповедной зоной: постановлением Совета Министров РСФСР от 4 декабря 1974 года № 624 памятник был включён в список памятников культуры государственного значения. Позднее, 2 декабря 1981 года, согласно Постановлению Совета Министров Бурятской АССР № 378 поселение было признано памятником природы. Был установлен охранный знак.

### Раскопки по составлению детального плана жилища
В 1980-х годах в Бурятии началась подготовка свода памятников истории и культуры, в связи с чем возникла необходимость в проведении на Санном Мысе дополнительных работ для уточнения возраста и характера жилища, а также детальной фиксации его на чертежах. Для этих целей в 1983—1984 годах поселение посетила археологическая экспедиция Читинского государственного педагогического института. В её состав входили: М. В. Константинов — руководитель экспедиции, П. Я Эйдельман, Л. Д. Базарова, С. Г. Васильев, А. В. Константинов.
После раскопа поселения экспедиция подтвердила, что жилище сохранилось без повреждений.
Был составлен его детальный план, каждый камень в обкладке получил свой номер (обломки крупных камней получили дополнительные буквенные обозначения), сделаны профили, проведена нивелировка. На план были нанесены очаги, хозяйственная яма, артефакты, фаунистические остатки. Неподалёку от памятника была заложена траншея для уточнения геологической ситуации, что позволило сделать определённые выводы относительно возраста нижних культурных горизонтов. Траншея была ориентирована поперёк террасы и вскрывала нижележащие отложения юго-западнее жилища. Глубина траншеи составила 2,8 м. Таким образом детальное описание памятника было опубликовано только спустя 25 лет после его открытия.

### Последующие исследования
В конце XX века на памятнике прошли ещё два мероприятия. На Международном конгрессе «100 лет гуннской археологии» 1996 года, проводившейся в Бурятии, его участникам демонстрировалось жилище на Санном Мысе, для чего рядом с ним вновь был поставлен раскоп. В 1999 году в рамках полевой экскурсии по археологическим объектам Удинской лесостепи, организованной для участников Международного симпозиума «Геохимия ландшафтов, палеоэкология человека и этногенез», также проводилась демонстрация жилища, но без каких-либо дополнительных работ на поселении.
Новые крупные раскопки выполнены в 2006 году экспедицией Музея Бурятского научного центра СО РАН под руководством археолога Л. В. Лбовой. Цель этой экспедиции состояла в уточнении микростратиграфии культурных слоёв и их датировании, а также в реконструкции среды обитания человека в конце плейстоцена — голоцена. Для этого был поставлен новый разрез, начинающийся от площадки гранитного дайка и до подошвы террассы с жилищем, которое сформировало нижнюю часть разреза. Кроме того на верхней площадке Санномыского скального останца, расположенного на высоте 15 метров от уровня реки, выше палеолитического жилища, экспедиция обнаружила новые погребения. В 2009 году памятник обследовал археологический отряд Института монголоведения, буддологии и тибетологии СО РАН под руководством В. И. Ташака.
10 октября 2017 года поселение (стоянка) Санный Мыс зарегистрировано приказом Министерства культуры РФ № 114452-р в едином государственном реестре объектов культурного наследия (памятников истории и культуры) народов Российской Федерации как объект культурного наследия федерального значения «Стоянка», входящий в состав объекта культурного наследия федерального значения «Комплекс памятников», с присвоением ему регистрационного номера 031641053910026.

## Поселение
Раскопки 1968 года показали, что поселение имеет несколько горизонтов, то есть является многослойным. Первоначально А. П. Окладников выделил семь культурных слоёв: 1-й — позднего неолита — ранней бронзы, 2-й — мезолитический, с 3-го по 7-й — палеолитические.
В дальнейшем на памятнике сложилась ситуация в которой стало невозможно выполнить аналогичные ранним раскопкам стратиграфические разрезы и провести их исследование новыми методами, так как боковые стенки раскопов разрушились, а тыловой стенки они не имели, поскольку примыкали к поверхности глыбового свала. В 2006 году Л. В. Лбова, поставив новый разрез поселения, предложила уточнённую схему из 10 горизонтов, в которой 1-й слой относится к железному веку, 2-й и 3-й слои — к бронзовому, с 4-го по 6-й — к неолитическому времени, с 7-го по 10-й — к концу плейстоценовой эпохи — началу голоцена.
По типу производства каменных орудий нижние культурные слои поселения относятся к толбагинской культуре. По материалам третьего, четвёртого и пятого культурных горизонтов поселения в Забайкалье была выделена отдельная археологическая культура, получившая название «санномысская». Совместно с такими памятниками, как Хотык и Хотогой-Хабсагай, поселение Санный мыс образует Онинский геоархеологический район.
Археологический материал горизонта 6 и нижележащего, самого древнего горизонта 7 — из-за скудности находок в этих слоях — обычно рассматривается в совокупности. Немногочисленные находки 7-го культурного слоя и находки из 6-го культурного горизонта исследователи оценивали периодом от 40 до 25 тыс. лет назад. Затем в 1979 году геолог С. М. Цейтлин оценил возраст самых древних находок, обнаруженных в шестом и седьмом культурных горизонтах, ближе к 19 тыс. лет назад. Геолого-геоморфологические наблюдения в 1990-х годах позволили датировать шестой культурный слой с комплексом жилища на Санном Мысе в пределах 20—18 тыс. лет назад. По мнению А. В. Константинова и М. В. Константинова самый древний слой имеет возраст 20—25 тыс. лет. Датировка поселения всё ещё является предметом дискуссий.
Поселение прижато к скале, которая защищала его от северных ветров. Остатки очагов в большинстве слоёв найдены просто в виде золистых пятен или обожжённой супеси. Фаунистические остатки представлены костями мамонта, шерстистого носорога, лошади, северного оленя, кулана, винторогой антилопы, бизона и горного козла. Бо́льшая часть их найдена в раздробленном и обожжённом состоянии. Остатки шерстистого носорога, по мнению А. П. Окладникова, указывают на одновременность стоянки на Санном Мысе со стоянками Мальтой и Буретью, однако изделия древнего человека здесь существенно отличаются от инвентаря указанных стоянок: нет вещей выраженных европейских форм, а также богатого искусства, следовательно отличался и образ жизни.
Особенностью забайкальских жилищ является то, что для их сооружения практически не использовалась кость, только в обкладке санномысского жилища были найдены рога винторогой антилопы и череп шерстистого носорога. Предположительно, череп и рога не являлись строительным материалом, а служили своего рода натуральными макетами или их составными частями. Также все обнаруженные жилища наземные и в них нет ни малейших углублений, за исключением Варвариной Горы и Санного Мыса, где обнаружены углублённые очаги и хозяйственные ямы. По мнению археологов А. В. Константинова и М. В. Константинова такой подход к сооружению связан с тем, что при низких температурах и малоснежной зиме происходит значительное промерзание грунта, оно же способствовало сохранению до наших дней тех жилищ, которые оказались перекрыты речными отложениями.
Все обнаруженные забайкальские жилища были кратковременными, сезонными. Об определённой степени долговременности можно говорить только в отношении Толбаги и Варвариной Горы. Отсюда, по мнению А. В. Константинова и М. В. Константинова, можно с уверенностью говорить, что люди Забайкалья вели бродячий образ жизни на протяжении всего изучаемого периода. Только на зиму они строили более основательные утеплённые жилища. Пока не удаётся разработать детальную поселенческую стратегию, так как названные «зимники» — Варварина Гора и Толбага — более древние по сравнению с остальными найденными жилищами и пока не выявлено более поздних поселений, где люди того времени могли бы зимовать.
Поселение Санный Мыс одно из самых известных среди памятников Забайкалья и ему присвоен статус памятника природы и археологии. Санномысское жилище — первая находка подобного сооружения в исследованных районах этого края, и единственный частично музеефицированный объект подобного рода на территории Сибири. Поселение стало одним из опорных на территории Забайкалья, а многослойность и наличие выразительного жилища придают ему особую значимость.

### Слои по версии А. П. Окладникова
Первый верхний неолитический слой (поздний неолит — ранний бронзовый век) сохранился частично, залегал на глубине 0,2—0,35 м и состоял из супеси жёлто-бурого цвета толщиной до 0,6 м. В этом слое обнаружены остатки неолитического жилища — землянки, а также каменные изделия, представленные 12 артефактами: миниатюрным наконечником стрелы, нуклеусом гобийского типа, несколькими сработанными нуклеусами, тесловидным орудием, отщепами, пластинами. Здесь же найдены керамические изделия с оттисками верёвочки по всей поверхности и фрагменты орнаментированного и неорнаментированного гребенчатого штампа. Как предположили исследователи, это было временное поселение бродячих охотников развитого неолита.
Второй мезолитический слой представлен находками скрёбел с выпуклым дугообразным лезвием, резцов, наконечников стрел и зубов лошади — всего найдено 84 артефакта: пять клиновидных микронуклеусов, один подпризматический нуклеус (с одной и двумя площадками сколов), шесть скрёбел из отщепов, три концевых скребка из пластинок, три пластинки с ретушью, микроскребок, четыре пластинки, четыре микропластинки, отщеп с ретушью, 53 отщепа, три оббитые гальки. Кроме того найдены шесть наконечников стрел и 29 фрагментов керамики. Было расчищено три кострища.
Третий, четвёртый и пятый слои относятся к палеолитическому времени. Нечёткость границ между ними связана с их деформированностью, возникшей вследствие мерзлотных процессов и проседания глыб. В третьем слое обнаружены крупные скрёбла сибирского типа, резцы на крупных сколах и пластинах, а также сходные с леваллуазскими нуклеусы. Поскольку материал стоянки никак не соответствовал среднепалеолитическому времени, то эти нуклеусы А. П. Окладников определил как «эпилеваллуазские». Четвёртый и пятый слои выходят на уровень дороги и характеризуются смешанными материалами. В них обнаружены как гобийские нуклеусы, так и нуклеусы конической формы, неолитические по облику. Здесь даже были найдены черепки керамики. По мнению А. П. Окладникова, этот материал переотложен и нетипичен для данных слоёв. В обоих слоях найдена фауна шерстистого носорога и техника леваллуазского нуклеуса, которой изготавливались ножи и резцы срединного типа. По прежнему встречались и сибирские скрёбла.
М. В. Константинов по наличию фауны шерстистого носорога предположил, что культурные слои с 3-го по 5-й датируются возрастом 11—18 тыс. лет назад, что соответствует позднему палеолиту. А. В. Константинов, С. Г. Васильев и Л. Д. Базарова предполагали, что эти слои должны относиться ко времени 8 — 11 тыс. лет назад, отмечая, что в этих слоях присутствовала примесь (керамика, наконечники стрел и др.), попавшие сюда из выше лежащих слоёв. Всего в них обнаружены девять кострищ и 933 артефакта (скребки, нуклеусы для пластин и микропластин, резцы, проколки, чопперы и т. п.). В это число среди прочего входят 38 нуклеусов (восемь гобийских, восемь обычных, 14 подпризматических, два ортогональных, шесть левалуазских), 711 отщепа, 34 пластин, 11 микропластин, 52 оббитых гальки и 56 орудий, а также два наконечника стрел и 19 фрагментов керамики. Фауна представлена костями шерстистого носорога, лошади, оленя и кулана.
В шестом слое найдены нуклеусы левалуазского типа, подпризматические с резко скошенной площадкой крупные скрёбла, боковые и срединные резцы, чопперы, ножи из отщепов, крупные пластины до 16 см. Обнаруженные кости животных, по большей части принадлежали шерстистому носорогу, винторогой антилопе, лошади и горному козлу. В этом же слое раскопано основание овального жилища. Внутри него обнаружены несколько оббитых кварцитовых желвачков, скребловидное орудие на отщепе горного хрусталя подтреугольной формы, три отщепа. Западнее жилища на уровне его пола зафиксированы 76 отщепов и два подпризматических нуклеуса. По предложению М. В. Константинова, шестой культурный слой датируется возрастом в пределах 18—20 тыс. лет назад. Разделение между пятым и шестым слоем проведено условно, так как они частично разрушены полевой дорогой, только в первом раскопе между ними был стерильный, не нарушенный слой мощностью 0,9 м.
Седьмой слой представлен находками четырёх кострищ и 46 артефактов: нуклеусами, крупной пластиной с эпизодической ретушью, срединным резцом на фрагменте пластины, 15 пластинами, двумя фрагментами и 24 отщепами. Кострища и находки располагались на площади примерно 18 м². Седьмой слой самый древний, его предполагаемый возраст составляет от 20 до 25 тыс. лет назад. Между ним и шестым слоем находилась стерильная прослойка мощностью 0,7 м.

### Жилище

Камни в основании жилища во время раскопок

А. П. Окладников обнаружил основание жилища через месяц от начала раскопок, под шестиметровым слоем аллювиального песка, на уровне, соответствующем шестому культурному слою памятника, на высоте 5 м от современного уровня реки Уды. Жилище имеет овальную форму, несколько зауженную в северо-западной части, и растянуто по линии от северо-запада на юго-восток. Фундамент представлял собой кладку из 116 глыб гранита, самые большие из которых имеют длину более 0,5 м. Крупные камни были поставлены на ребро так, чтобы плоская сторона обращалась внутрь, и плотно подгонялись друг к другу. Средние и мелкие камни подбирались по размеру и заклинивали крупные. Кладка жилища плотная и сплошная, толщина её составляет 1—1,3 м, высота — 0,7—0,85 м (меньшая высота соответствует южной части кладки). В юго-восточной части глыбы лежат в три ряда и по размеру они меньше чем камни из других частей кладки. Основание имеет размеры 820 × 530 × 330 см, высота фундамента над полом достигала 40—60 см. Общая площадь основания жилища составляет примерно 23 м2. По удлинённой форме основания (соотношение длины и ширины — 3:1), исследователи предположили, что над ним устанавливалась коньковая жердь, то есть жилище имело шалашевидный тип конструкции.
Рукотворность кладки с трёх сторон жилища не вызывает сомнений. С четвёртой же, северо-восточной стороны, оно примыкает к склону, занятому наклонным (30°—40°) глыбовым свалом, из которого и брался весь строительный материал. Возможно этот свал служил естественным ограждением, но не исключено, что его намеренно модифицировали или дополнили. По другой версии, глыбовой свал перекрыл или деформировал стенку жилища уже после того, как его оставили обитатели. В пользу последней версии может свидетельствовать камень, рукотворно установленный в кладке вертикально, острым концом вверх, далее которого фундамент по плавной линии мог слегка заходить под глыбовый свал.
В юго-западной части кладка имеет разрыв до 0,4 м, вероятно, служивший входом в помещение. Рядом размещался пирамидальный камень, опиравшийся на боковое ребро и поворачивавшийся на нём. Это неустойчивое положение камня позволило А. В. Константинову предположить, что камень мог отворачиваться в сторону, расширяя проход. Возле входа лежал череп шерстистого носорога (без нижней челюсти), по которому исследователи условно разделили северо-западную и юго-западные части обкладки. Единую линию кладки в юго-западной части нарушают три упавшие внутрь плиты. Рядом, в западине, между камнями найдены два рога винторогой антилопы.
Жилище могло иметь не только хозяйственное назначение, но и использоваться как святилище. Череп и рога в таком случае служили в качестве натуральных макетов или их составных частей. Население палеолитического времени, которому принадлежало это жилище, вело полубродячий образ жизни, поэтому А. П. Окладников особо отметил, что это первое такое жилище за Байкалом.
Размеры обкладки жилища по внешнему контуру — 10,25 × 5,0 м, по внутреннему — 8,25 × 2,80 м (большая и малая ось овала жилища, соответственно), при этом жилая площадь составляет 18 м2. Внутри помещения на ровном естественном песчаном полу (песок — речной, разнозернистый, палево-желтый) по центральной оси жилища обнаружены остатки трёх очагов. Размер соответствующих им золисто-сажистых пятен составляет от 0,9 до 1,4 м толщиной — 5—8 см. Самый крупный очаг располагался по центру, на его поверхности бессистемно лежало несколько камней. Два других очага расположены слева и справа от центрального на расстоянии 2,4 и 1,8 м, первый имеет диаметр до 0,9 м, второй до 1,1 м. У западной стенки помещения находится яма, вероятно всего, хозяйственная, размерами 1,2 × 0,7 м и глубиной 0,6 м. В ней лежали обломок верхней части черепа горного козла и нижняя челюсть шерстистого носорога, А. П. Окладников особо отмечал, что никаких орудий в яме найдено не было.
Археологический материал, найденный в жилище, беден и обычно рассматривается в совокупности с находками из соседних участков горизонта 6 и нижележащего горизонта 7. По А. П. Окладникову, обнаруженные каменные изделия относятся к леваллуазскому типу. М. В. Константинов, А. В. Константинов, С. Г. Васильев и Л. Д. Базарова предполагали, что это не совсем верно и относили найденные нуклеусы к подпризматическим или однофронтальным, которые предназначались для снятия пластин. В целом по комплексу Санного Мыса наличие леваллуазской техники расщепления камня ими не исключалось. Например, по находкам нуклеуса леваллуазского типа в горизонте 7 и горизонтах 3-5, они предполагали, что обитатели жилища на Санном Мысе были с ней знакомы, но она занимала у них второстепенное место.
В отличие от мадленских и позднепалеолитических стоянок юга Восточной Европы (Межиричи, Костенки) и Восточной Сибири (Мальта) при постройке жилища в Санном Мысе не использовались черепа, ребра, нижние челюсти и другие кости мамонтов, шерстистых носорогов, лошадей, оленей. Это может косвенно указывать о близости леса, что исключало использование костей животных, либо о критически низкой плотности их популяции. К тому же жилище имеет ряд конструктивных особенностей: удлинённое основание, отсутствие очагов, выложенных камнями, наличие хозяйственной ямы. Также это жилище самое представительное по массе камня, использованного в обкладке.

## Петроглифы

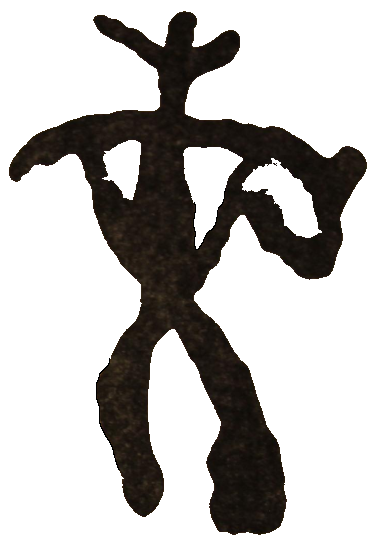
Изображение шамана на вершине утёса

Рядом с жилищем, в средней части нависающей над ним скалы, найдены выполненные красной охрой петроглифы в виде групп пятен, фигурок птиц и людей. Из них наиболее интересно изображение шамана на вершине утёса. Основная масса рисунков находится на той части скальной плоскости, которая образовывала подножие утёса в эпоху бронзы и раннего железа, когда жилище было занесено толстым слоем песка. По мнению археолога А. В. Тиваненко, скала являлась святыней бурятского населения, здесь были обнаружены остатки обо и жертвенные приношения. Петроглифы относятся к «селенгинской» группе.
Термин «селенгинские» петроглифы ввели А. П. Окладников и В. Д. Запорожская относительно памятников древнего наскального искусства Бурятии эпохи бронзы — раннего железа, подчёркивая, что «писаницы этой группы строго и чётко локализованы в пространстве, в основном — бассейном реки Селенги». Это самая распространённая группа петроглифов в Забайкалье, кроме неё по специфике изображений, техническим приёмам нанесения рисунков, датировке исследователи выделяют также «кяхтинские», «таёжные (лесные)» и «средневековые» группы писаниц.

Петроглифы Санного Мыса
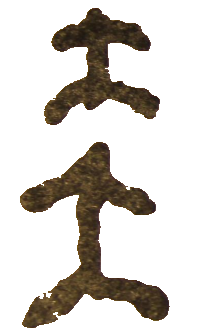
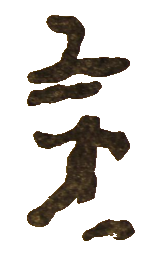
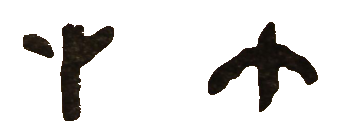

## Комментарии
1. ↑  К опорным памятникам относятся поселения, которые удовлетворяют следующим четырём условиям[2]:
  - Поселение квалифицированно раскопано, находки выделены и связаны с определенными культурными слоями[2];
  - Орудия и/или культурные слои датированы методами естественных наук[2];
  - Культурная принадлежность памятника или слоя определена[2];
  - Материалы этих памятников подробно опубликованы или доступны для исследования[2].
2. 1 2 3  Под жилищем понимается искусственная каменная кладка, образующая его внешнюю обкладку — обрамление[3].
3. ↑  Основание состояло из искусственной каменной кладки — фундамента или внешней обкладки, обрамляющей жилище и жилого внутреннего пространства.
4. 1 2  Зачистка — срезание тонких слоев земли, часто острыми лопатами или ножами, с целью выяснения изменения окраски слоя и выявления остатков могил, очагов, жилищ, ям и т. п.[14]
5. 1 2 3  Прием вторичной обработки, заключающийся в трансформировании края заготовки нанесением серии мелких сколов посредством удара или отжима[19].
6. ↑  Фигурные могилы — могилы с вогнутыми боковыми сторонами при плоской каменной насыпи[22].
7. ↑  Стратиграфическая траншея — длинная выемка, обычно выполняемая механизмами с целью изучения геологической ситуации в непосредственной окрестности памятника[26].
8. 1 2  Основное отличие гобийских нуклеусов от других клиновидных нуклеусов заключается в сильно вытянутой килевидной части, из-за чего ширина нуклеуса значительно превышает его высоту. Своё название получил по находкам в Гоби, но район распространения гораздо шире. Гобийские нуклеусы встречаются в верхнем палеолите и мезолите Приангарья, в Забайкалье, на Алдане и Амуре, в Приморье, Северном Китае и Японии, на Камчатке и Аляске[62].
9. ↑  Сработанный нуклеус — нуклеус, с которого снято много сколов[58].
10. ↑  Пластина в археологии — скол камня, у которого длина более чем в два раза превосходит ширину и который имеет параллельные края[59].
11. ↑  Скрёбла сибирского типа сделаны из массивных отщепов и обработаны ударной ретушью по одному краю. Они имеют немного выпуклое и широкое лезвие[60].
12. ↑  Переотложение — вторичное, более позднее перемещение ранее отложенного (твердый материал, отложившийся в зоне современного осадкообразования и не превращенный еще в горные породы (ил, сапропель)) обломочного материала, пыльцы, культурных слоев и др. При этом меняется характер перемещенного материала (в результате окатывания, измельчения, деформации, перераспределения и т. д.)[63].
13. ↑  Проколка — орудие, имеющие удлинённый, обработанный ретушью[комм. 5] прокалывающий кончик[64].
14. 1 2  Стерильная прослойка — слой грунта без следов деятельности человека, где отсутствуют какие-либо артефакты[67][68].